# W Piscium
W Piscium är en pulserande variabel av Mira Ceti-typ i Fiskarnas stjärnbild.
Stjärnan varierar mellan fotografisk magnitud +11,4 och 14,8 med en period av 188,1 dygn.